# ポリサリオ戦線
サギア・エル・ハムラおよびリオ・デ・オロ解放人民戦線（サギア・エル・ハムラおよびリオ・デ・オロかいほうじんみんせんせん、スペイン語: Frente Popular de Liberación de Saguía el Hamra y Río de Oro, POLISARIO）、通称ポリサリオ戦線（ポリサリオせんせん、スペイン語: Frente Polisario）は、西サハラにおける独立国家建設を目指す武装、政治組織。同地域を実効支配するモロッコと対立し、アルジェリアの支援を受ける。構成メンバーは約1万人と見積もられる。総書記（Secretary-General）はブラヒム・ガリで、2023年1月20日に再任された。
スペイン領サハラの領有権を同国が1975年に放棄すると、モーリタニアとモロッコが分割統治を開始した。それに先立つ1973年、独立を志向する現地住民のなかから、ポリサリオ戦線が結成された。アルジェリアおよびリビアの支援の下に、ポリサリオ戦線は1976年2月27日にサハラ・アラブ民主共和国の樹立を宣言した。これはアルジェリアの首都アルジェに根拠地を置き、アブデルアジズを大統領とする亡命政府であった。サハラ・アラブ民主共和国はアフリカ連合（AU）加盟国の地位を認められたが、国連には加盟していない。モロッコはサハラ・アラブ民主共和国の加盟に抗議して、AUを脱退した。76ヵ国がサハラ・アラブ民主共和国を承認しており、そのほとんどがアフリカまたはラテンアメリカの国家である。いくつかの国は国家としての承認を与えていないものの、ポリサリオ戦線を西サハラ住民の代表者として認めている。
モロッコは西サハラの領有権を主張しているものの、正式に認める国家は長く存在していなかったが、アメリカ合衆国大統領ドナルド・トランプは2020年12月10日、モロッコとイスラエルが国交正常化で合意したと発表し、その引き換えに西サハラに関するモロッコの主権を認めると発表した。ただし、国連やAUなどは同意していない。
長くモロッコとの武装闘争が続いているが、1991年、国際連合の仲介でポリサリオ戦線とモロッコは停戦した。モロッコ帰属か独立かを問う住民投票を実施することになり、国連平和維持活動（PKO）として国連西サハラ住民投票監視団（MINURSO）が創設された。しかし、この地域は遊牧民が多く投票権を持つ「西サハラ住民」の定義をめぐる問題から有権者の認定が困難を極めるためという理由で幾度となく投票が延期されるという形で、投票は無期延期の状態となっている。2017年時点、監視団の活動は継続している。
2020年時点のポリサリオ戦線側の実効支配地は内陸部が中心であり、モロッコ側が大西洋に面した地域を掌握する状況にあった。同年11月、モロッコ政府はモーリタニアの間を走るトラックの交通が妨害されているとして軍を投入、国境にある町ゲルゲラト付近でポリサリオ戦線側と交戦状態となった。同年11月9日、ポリサリオ戦線は停戦崩壊を警告したがモロッコ軍の行動は止まず、停戦は瓦解した（2020年西サハラでの衝突）。
モロッコは、ポリサリオ戦線にイラン・イスラム共和国が軍事支援を与えていると非難しており（同国は否定）、2018年にイランと国交を断絶している。